# Bavanište
Bavanište (izvirno srbsko Баваниште) je naselje v Srbiji, ki upravno spada pod Občino Kovin; slednja pa je del Južnobanatskega upravnega okraja.

## Demografija
V naselju živi 4769 polnoletnih prebivalcev, pri čemer je njihova povprečna starost 38,8 let (37,0 pri moških in 40,5 pri ženskah). Naselje ima 1884 gospodinjstev, pri čemer je povprečno število članov na gospodinjstvo 3,24.
To naselje je, glede na rezultate popisa iz leta 2002, v glavnem srbsko.
|  |

| Demografija | Demografija     | Demografija     |
| Leto        | Št. prebivalcev | Št. prebivalcev |
| ----------- | --------------- | --------------- |
|             |                 |                 |
|             |                 |                 |
|             |                 |                 |
|             |                 |                 |
| 1948        | 5805            |                 |
| 1953        | 6053            |                 |
| 1961        | 6133            |                 |
| 1971        | 6322            |                 |
| 1981        | 6412            |                 |
| 1991        | 6517            | 6258            |
| 2002        | 6604            | 6106            |
|             |                 |                 |

| Etnična sestava po popisu iz leta 2002 | Etnična sestava po popisu iz leta 2002 | Etnična sestava po popisu iz leta 2002 | Etnična sestava po popisu iz leta 2002 | Etnična sestava po popisu iz leta 2002 |
| -------------------------------------- | -------------------------------------- | -------------------------------------- | -------------------------------------- | -------------------------------------- |
| Srbi                                   | Srbi                                   |                                        | 5.457                                  | 89,37%                                 |
| Romi                                   | Romi                                   |                                        | 411                                    | 6,73%                                  |
| Madžari                                | Madžari                                |                                        | 37                                     | 0,60%                                  |
| Makedonci                              | Makedonci                              |                                        | 36                                     | 0,58%                                  |
| Romuni                                 | Romuni                                 |                                        | 16                                     | 0,26%                                  |
| Jugoslovani                            | Jugoslovani                            |                                        | 16                                     | 0,26%                                  |
| Muslimani                              | Muslimani                              |                                        | 9                                      | 0,14%                                  |
| Hrvati                                 | Hrvati                                 |                                        | 8                                      | 0,13%                                  |
| Slovaki                                | Slovaki                                |                                        | 5                                      | 0,08%                                  |
| Bolgari                                | Bolgari                                |                                        | 5                                      | 0,08%                                  |
| Ukrajinci                              | Ukrajinci                              |                                        | 2                                      | 0,03%                                  |
| Slovenci                               | Slovenci                               |                                        | 2                                      | 0,03%                                  |
| Nemci                                  | Nemci                                  |                                        | 2                                      | 0,03%                                  |
| Čehi                                   | Čehi                                   |                                        | 1                                      | 0,01%                                  |
| Rusini                                 | Rusini                                 |                                        | 1                                      | 0,01%                                  |
| Neznano                                | Neznano                                |                                        | 33                                     | 0,54%                                  |